# The Voyeurs
The Voyeurs ist ein US-amerikanischer Erotikthriller aus dem Jahr 2021, geschrieben und inszeniert von Michael Mohan. Der Film spielt im kanadischen Montreal. Sydney Sweeney und Justice Smith spielen ein junges Paar, das das Leben seiner Nachbarn (Ben Hardy und Natasha Liu Bordizzo) ausspioniert und davon besessen ist. Greg Gilreath und Adam Hendricks fungieren als Produzenten unter ihrem Banner Divide/Conquer.
Der Film wurde am 10. September 2021 von Amazon Studios über den Streaming-Dienst Prime Video veröffentlicht. Trotz gemischter Kritiken übertraf die Streaming-Performance des Films die Erwartungen der Amazon Studios.

## Handlung
Ein junges Paar, Pippa und Thomas, zieht in ihre erste gemeinsame Wohnung in Montreal. Bald stellen sie fest, dass sie direkt in die Wohnung gegenüber schauen können, wo ein Mann mit einem professionellen Studio Fotos von einer Frau macht. Pippa und Thomas beobachten, wie das Paar Sex hat. Sie geben ihren Nachbarn scherzhaft die Pseudonyme Margot und Brent.
Pippa, die bei L'Optique als Augenoptikerin in der Ausbildung arbeitet, erhält von ihrem Chef ein Vogelfutterhaus als Einweihungsgeschenk. Pippa kauft ein Fernglas, damit sie und Thomas das Paar beobachten können. Sie sehen oft, wie „Brent“ Sex mit Models hat, während „Margot“ unterwegs ist.
Pippa interessiert sich dafür, was die Nachbarn sagen, und erfährt, dass Thomas eine Möglichkeit kennt, mit einem Laserpointer einen anderen Raum abzuhören; dazu braucht man eine reflektierende Oberfläche, die den Laserstrahl zurückschickt. Als „Brent“ und „Margot“ in ihrer Wohnung eine Halloween-Kostümparty veranstalten, schleichen sich Pippa und Thomas ein, indem sie sich als Gäste ausgeben. Pippa platziert einen Spiegel in der Wohnung, der es ihr und Thomas später ermöglicht, die Gespräche der beiden zu belauschen. Sie sind beunruhigt, als sie hören, wie „Margot“ „Brent“ wegen seines Ehebruchs zur Rede stellt; „Brent“ greift „Margot“ an und weist sie wegen ihres Verdachts zurecht.
Am nächsten Tag besucht „Margot“, die in Wirklichkeit Julia heißt, L'Optique, wo sie von Pippa eine Augenuntersuchung erhält und eine neue Brille bestellt, die sie ihr empfohlen hat. Julia lädt Pippa ein, mit ihr abzuhängen. Pippa will Julia vor „Brents“ Ehebruch warnen, aber Thomas besteht darauf, dass sie aufhört, ihnen nachzuspionieren. Später treffen sich Pippa und Julia in einem Spa; Julia verrät, dass ihr Mann Sebastian, oder Seb, heißt und ein bekannter Fotograf ist.
Pippa beobachtet Seb bei einem Dreier, der danach ein Kondom wegwirft. Später findet sie heraus, wie sie sich Zugang zu Julias und Sebs drahtlosem Drucker verschaffen kann, und nutzt diesen, um Julia anonym über Sebs Untreue zu informieren, wobei sie das Kondom als Beweis anführt. Thomas stellt Pippa wütend zur Rede, weil sie sich so sehr in Julias und Sebs Leben einmischt. Am nächsten Morgen entschuldigt sich Pippa bei Thomas und verspricht, die Nachbarn nicht mehr zu beobachten. Sie sehen jedoch, wie Seb Julias Leiche im Badezimmer entdeckt, nachdem sie sich anscheinend selbst die Kehle aufgeschlitzt hat. Thomas gibt Pippa die Schuld an Julias Tod, trennt sich von ihr und verlässt sie.
Trotz ihres gebrochenen Herzens beobachtet Pippa Seb weiterhin und folgt ihm eines Abends in eine nahe gelegene Kneipe. Seb setzt sich zu Pippa und sie unterhalten sich. Er überredet sie, in seiner Wohnung nackt für ihn zu posieren, und sie haben leidenschaftlichen Sex. Als Thomas nach Hause kommt, trinkt er einen Teil des Getränks, das Pippa im Kühlschrank vergessen hat, und schüttet den Rest in ihr Vogelfutterhaus. Er bemerkt, dass Pippa auf der anderen Straßenseite Sex mit Seb hat. Am nächsten Morgen findet die entsetzte Pippa Thomas tot in ihrer Wohnung, er hat sich offenbar erhängt.
Pippa und ihre Freundin Ari besuchen die Ausstellung von Seb, die sich als Zusammenarbeit mit der noch lebenden Julia entpuppt. Es stellt sich heraus, dass Pippa und Thomas die Themen der Ausstellung sind. Seb und Julia enthüllen, dass ihnen die von Pippa und Thomas gemietete Wohnung gehört (deren Mietvertrag eine Klausel enthielt, die besagte, dass sie damit einverstanden waren, fotografiert zu werden) und dass sie wussten, dass sie beobachtet wurden. Verzweifelt stürmt Pippa davon, findet das Atelier von Seb über ihrer Wohnung und verwüstet es. Als sie auszieht, bemerkt sie tote Vögel auf einem Gitter direkt unter ihrem Vogelfutterhäuschen.
Nach einem Interview, in dem sie für ihre Ausstellung geworben haben, kehren Seb und Julia nach Hause zurück und finden vor ihrer Tür eine Flasche Wein zur Gratulation. Während sie den Wein trinken, schickt Pippa eine Nachricht an ihren Drucker, in der sie sagt, dass sie weiß, dass sie Thomas getötet haben. Sie sehen, wie sie sie vom Dach aus beobachtet, und verfolgen sie ins L'Optique, wo sie ihnen erzählt, dass Julia, während sie mit Seb Sex hatte, Thomas mit Alkohol betäubt und seinen Selbstmord inszeniert hat. Pippa verrät auch, dass sie ihnen etwas in den Wein getan hat, wodurch Julia und Seb in Ohnmacht fielen. Pippa legt die beiden unter ein LASIK-Gerät und verbrennt ihnen damit die Hornhaut.
Ein neues Paar, zwei Männer, ist in die ehemalige Wohnung von Pippa und Thomas eingezogen. Sie beobachten Seb und Julia in ihrer Wohnung, die nun beide blind sind. Pippa beobachtet Seb und Julia von der Dachterrasse aus, bevor sie ihr Fernglas zurücklässt.

## Produktion
Im September 2019 wurde bekannt gegeben, dass Michael Mohan bei dem Film nach einem von ihm geschriebenen Drehbuch Regie führen wird. Greg Gilreath und Adam Hendricks fungieren unter ihrem Banner Divide/Conquer als Produzenten, und Amazon Studios übernimmt den Vertrieb. Im November 2019 stoßen Sydney Sweeney, Justice Smith, Natasha Liu Bordizzo und Ben Hardy zur Besetzung des Films.
Die Dreharbeiten begannen am 29. Oktober und wurden Anfang Dezember in Montreal, Kanada, abgeschlossen. Veröffentlicht wurde The Voyeurs am 10. September 2021 auf dem Streaming-Dienst Prime Video. Die Streaming-Performance dieses Films hat die Erwartungen von Amazon Studios übertroffen.

## Kritik
Der Film erhielt gemischte Kritiken von den Kritikern, die ihn ungünstig mit seinen Vorgängern im voyeuristischen Thriller-Genre wie Das Fenster zum Hof (1954) und Der Tod kommt zweimal (1984) verglichen. Auf Rotten Tomatoes hat The Voyeurs eine Zustimmung von 45 % auf der Grundlage von 38 Kritiken, mit einer durchschnittlichen Bewertung von 5,7/10. Auf Metacritic hat der Film eine gewichtete Durchschnittsnote von 54 von 100, basierend auf 9 Kritiken, was auf „gemischte oder durchschnittliche Kritiken“ hinweist.
In einer negativen Kritik für die Chicago Sun-Times beschrieb Richard Roeper The Voyeurs als eine „anzügliche und äußerst unglaubwürdige Geschichte, die unser Interesse für eine Weile aufrecht erhält, bevor sie über die Klippe und in einen Abgrund von gruseligen, lächerlichen und letztlich belanglosen Wendungen fliegt“. Auch Nick Schager von Variety kritisierte den Film, der seiner Meinung nach „wie aufgewärmte Reste wirkt, die für junge Zuschauer zubereitet wurden, die noch nie einen seiner besseren Vorbilder gesehen haben“, wie etwa Hitchcocks Das Fenster zum Hof (1954). Im San Francisco Chronicle empfand G. Allen Johnson das Drehbuch von Michael Mohan als „langweilig“ und verglich seine Regie mit der von David Lynch und Brian De Palma. „Man vermutet, dass sie ein bisschen mehr Spaß gehabt hätten und uns weiter in den moralischen Kaninchenbau geführt hätten“, erklärte Johnson, „und der Sex wäre auch besser gewesen“.
Charles Bramesco von The Guardian hingegen war von The Voyeurs mehr angetan. In einer Rezension mit vier von fünf Sternen schrieb er, der Film sei „das einzig Wahre, ein idealer Cocktail aus lustig, teuflisch und pervers“ und eine zeitgemäße Aktualisierung von Das Fenster zum Hof. „Endlich eine Hommage, die zu fragen wagt“, witzelte Bramesco, „was wäre, wenn Grace Kelly dem an den Rollstuhl gefesselten Jimmy Stewart einen Handjob hätte geben können, als sie beide das erste Mal bei seinen Nachbarn gegenüber vorbeischauten?“